# Історія пошти та поштових марок Шрі-Ланки
Історія пошти та поштових марок Шрі-Ланки охоплює розвиток поштового зв'язку Шрі-Ланки (до 22 травня 1972 року — Цейлон), острівної держави в Південній Азії. При цьому умовно можна виділити два основних історичних періоди — британського колоніального управління і незалежної держави, в кожен з яких здійснювалися емісії власних поштових марок. З 1949 року незалежна цейлонська держава входить у Всесвітній поштовий союз (ВПС). Сучасним поштовим оператором країни є Sri Lanka Post («Пошта Шрі-Ланки»).

## Розвиток пошти

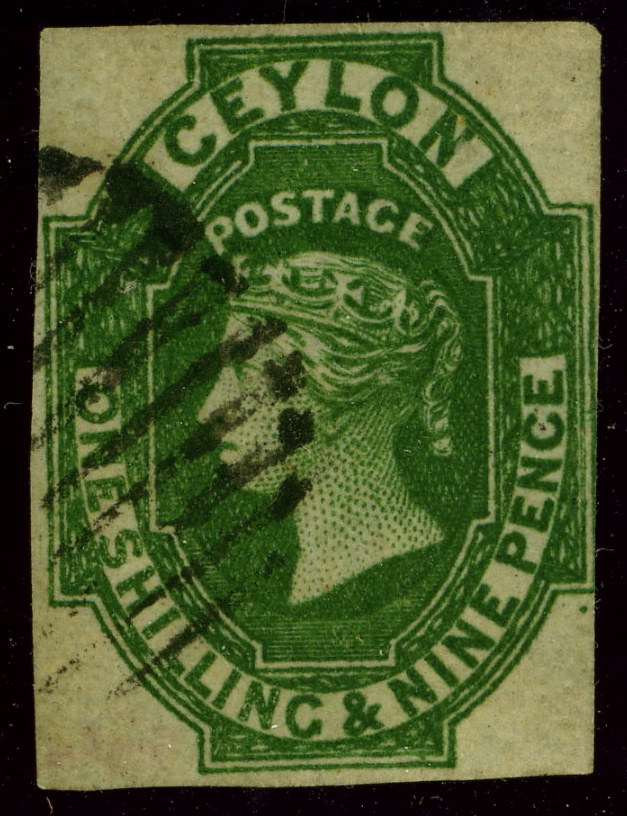

Історія пошти Шрі-Ланки в сучасному розумінні починається з 1789 року, коли голландці почали здійснювати поштове сполучення з Нідерландів в Яву через Мис Доброї Надії і Цейлон. У 1798 році в приморських голландських колоніальних володіннях почали працювати перші п'ять поштових відділень. У 1799 році були опубліковані перші поштові тарифи і правила пересилання кореспонденції. У ті часи Голландська Ост-Індійська компанія контролювала і здійснювала поштову службу, яка призначалася не для населення, а виключно для офіційного користування.
У 1802 році Цейлон був проголошений колонією Британської імперії. У тому ж році на посаду першого генерального поштмейстера при британцях був призначений Антоніо Бертолуччі (Antonio Bertolucci).
У цей період поштові тарифи британських колоній мало змінювалися. Велика частина кореспонденції була службовою. У 1812 році було введено офіційне регулювання поштових пересилок: одним урядовим службовцям дозволялось відправляти і отримувати загальні листи для населення, і приватні, а іншим — тільки для населення. У наступному році були встановлені нові тарифи на пересилку кореспонденції в залежності від місця призначення і вагової категорії. Більш важкі відправлення називалися пакетами, і судна, що їх перевозили, відомі як пакетботи.
У 1813 році на Цейлоні були введені гумові поштові штемпелі. Єдиним свідченням роботи британської поштової системи до 1815 року є штамп «Colombo Post Free» («Пошта Коломбо. Безкоштовно») на листі британського солдата 1809 року, коли британські війська Королівської артилерії підкорювали державу Вікраму Раджасінгхі (1798—1815), короля Канді, чиї внутрішні території ніколи не були під впливом голландців.
Англійці встановили повний контроль над островом у 1815 році і зайнялися реорганізацією поштової служби. У тому ж році Е. Блеттерман (E. Bletterman) став генеральним поштмейстером Британського Цейлону. Його в 1817 році змінив Льюїс Сансоні (Lewis Sansoni), наступним після якого генеральним поштмейстером був майор Дж. Стюарт (G. Stewart). Останній зміг дієво розширити поштові послуги в основних містах острова.
Розвиток цейлонської пошти тривав, з'являлися поштові відділення в провінціях. Об'єм внутрішньої кореспонденції виріс разом з будівництвом доріг у 1820—1845 роках. У 1836 році вже налічувалося 12 поштових відділень з клерком і 30 — з поштотримачами.
Протягом багатьох років на острові застосовувалися різні види транспорту для перевезення і доставки пошти. Спочатку вся доставка пошти здійснювалася пішки (в горах і важкодоступних районах піші листоноші  не рідкість і сьогодні)[≡].
Поштова служба Цейлону була першою в Азії, яка приступила до регулярного сполучення за допомогою  поштових диліжансів. Перший поштовий маршрут такого роду був відкритий 1 лютого 1832 року. Він з'єднував Коломбо і Канді[≡]. 2 липня 1838 року був доданий шлях між Коломбо і Ґалле.
|  |

Поштові відправлення, адресовані в Європу, прямували суходолом через Полкську протоку і далі по Індії до тих пір, поки в 1845—1860 роках в Ґалле не почали заходити пакетботи. Протягом XIX століття відбувався поступовий розвиток пакетботного руху, особливо з появою пароплавів і відповідних компаній.
Завдяки зусиллям по розвитку поштової справи, у 1882 році в Коломбо було відкрито постійно діюче поштове відділення; при цьому першим після реорганізації пошти генеральним поштмейстером став офіцер повітряної армії А. Кеннеді (A. Kennedy).
1 квітня 1877 року Британський Цейлон вступив у члени ВПС. 11 квітня 1892 року почали використовуватися перші поштові вагони («пересувні поштові відділення»), які їздили між Коломбо і Пераденійя, передмістям Канді.

Пізніше був створений Департамент пошти і телекомунікацій Цейлону (Ceylon Post and Telecommunications Department). З розвитком техніки для поштової доставки стали застосовуватися велосипеди. У 1950-х і 1960-х роках листоноші на мотоциклах британського виробництва «BSA Bantam» були звичайним видовищем. У маленьких містах мотоциклістів замінювали велосипедисти. Мікроавтобуси «Bedford», виготовлені в Англії, використовувалися для перевезення пошти в 1970-ті роки. Сьогодні пошта доставляється залізницею, державними і приватними автобусами та за рахунок власного автопарку департаменту, який укомплектований автомобілями японського виробництва, пофарбованими у традиційний червоний колір.

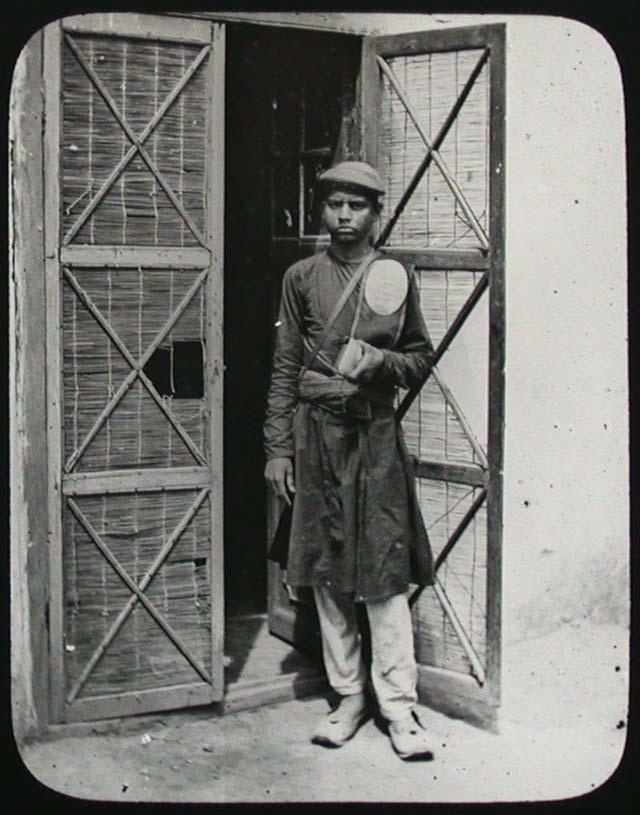
Піший листоноша Цейлону (або Індії; близько 1900)[^]
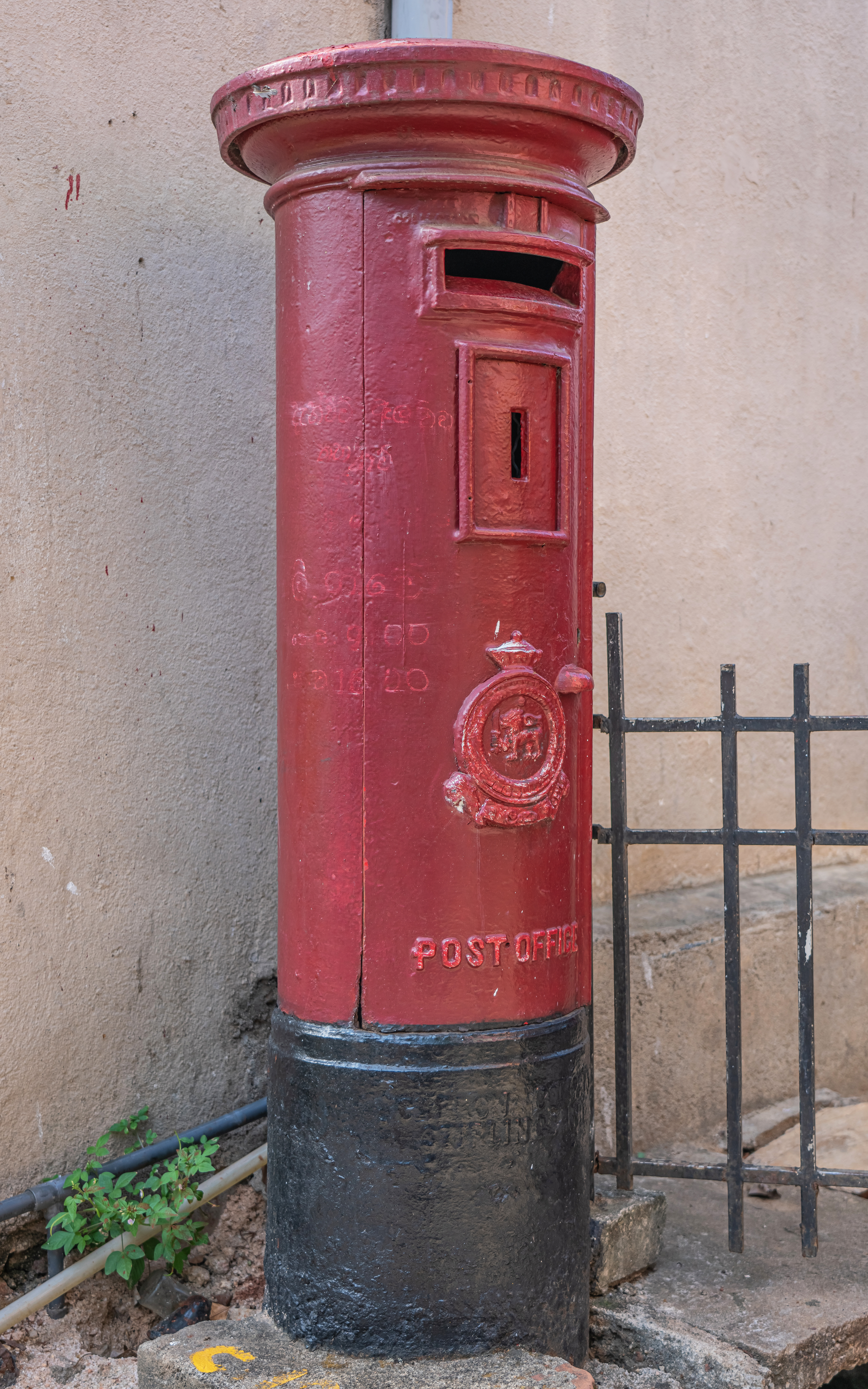
Стояча поштова скринька колоніального періоду в Канді, сьогодення
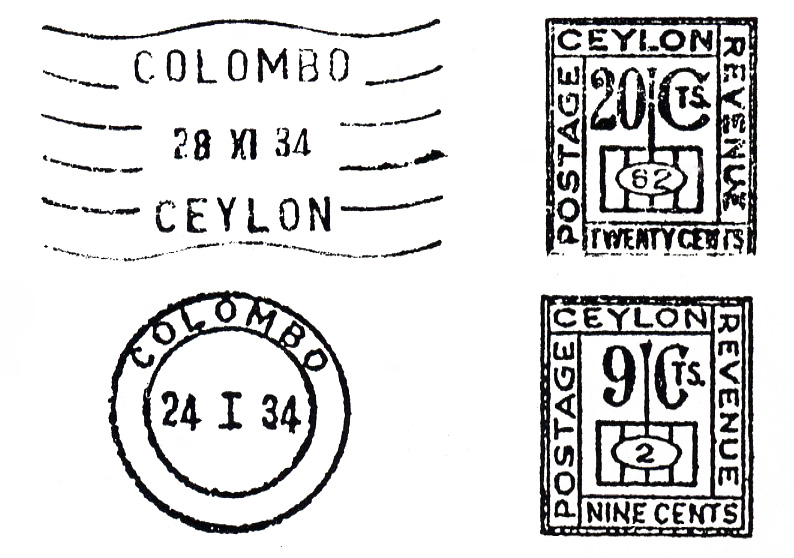
Франкотип Цейлону (Коломбо, 1934)

Незалежний Домініон Цейлон став членом ВПС 13 липня 1949 року. За поштове обслуговування в сучасній Шрі-Ланці відповідає державний поштовий департамент Sri Lanka Post.
Головпоштамт країни історично розміщувався в різних місцях у Коломбо. У 1895 році було придбано власну будівлю, що знаходилась навпроти резиденції губернатора Цейлону — «Будинку Короля» на вулиці Короля (нині Janadhipath Mawatha, тобто Президентська вулиця). Під час громадянської війни, Головпоштамт був перенесений у нову будівлю, в якій і залишається в даний час.

## Випуски поштових марок

### Британський Цейлон
Сюжети поштових мініатюр цього періоду характеризуються зображеннями британських монархів. Їх портрети спочатку займали більшу частину малюнка цейлонських марок, а згодом були обов'язковим елементом в їх верхньому куті.

#### Перші марки
Перші поштові марки для Британського Цейлону були  випущені 1 квітня 1857 року. На марці пурпурно-коричневого кольору зображений профільний портрет  королеви Вікторії. Номінал у 6 пенсів призначався для оплати пересилання листа вагою в пів- унції з Цейлону в Англію. Марки були надруковані на голубуватому та білому папері, без зубців[≡][≡].

#### Наступні емісії
Ще вісім поштових марок вийшли в 1857 році, і всі з портретом королеви Вікторії. Одна з п'яти марок, випущених 23 квітня 1859 року[≡], вважається найціннішою поштовою маркою Шрі-Ланки: це марка номіналом у 4 пенси темно-рожевого кольору, відома як «Dull Rose» («Тьмяно-рожева»)[≡].
У 1861—1864 роках марки з цим малюнком були перевидані із зубцями, а у 1866—1868 роках в обіг були введені марки видозмінених малюнків.
Перші поштові марки номіналом у новій валюті - в місцевих рупіях і центах були випущені 1 лютого 1872 року[≡][≡]. У рамках цієї серії марок були підготовлені, але в обіг так і не надійшли поштові мініатюри номіналами в 32 і 64 цента з комбінованою зубцівкою і 2,50 рупії із зубцівкою 12/2.

Приклади негашених поштових марок Британського Цейлону з портретом Вікторії і новими номіналами в місцевій валюті (1872-1885)
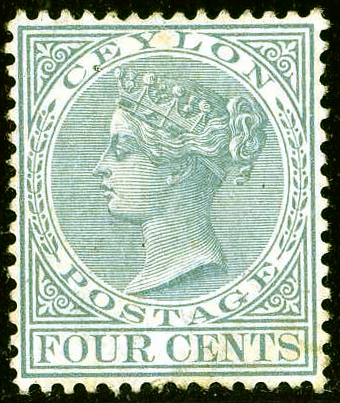
1872: 4 центи  (Yt #49; SG #122)[^]
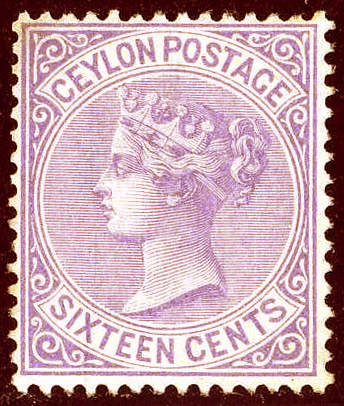
Те ж, 16 центів (Mi # 48; SG # 126)[^]
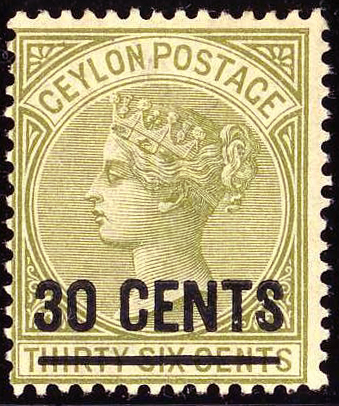
1885: надпечатка нового номіналу в 30 центів  (Yt#104; SG #191)
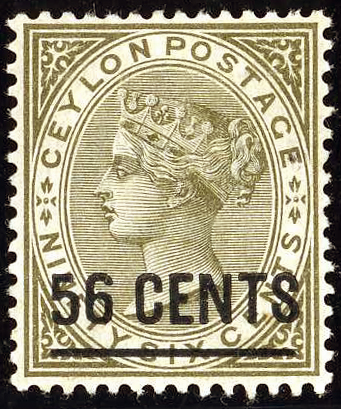
Те ж, 56 центів (Yt # 105; SG # 192)
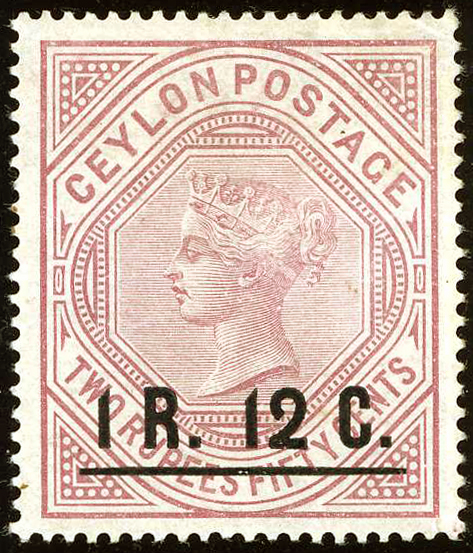
Те ж, 1 рупія 12 центів (Yt # 106; SG # 193)

У 1888—1900 роках вийшло декілька випусків з надпечатками нової вартості, що було обумовлено попередньою зміною валюти та невідповідністю вимогам тарифів ВПС:

Приклади негашених поштових марок Британського Цейлону з надпечатками нового номіналу (1888-1890)
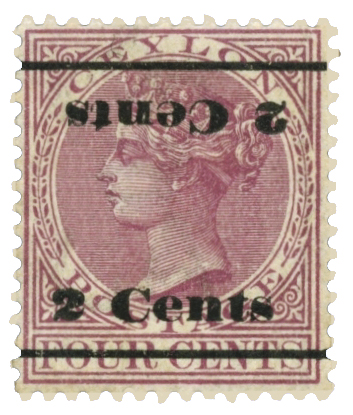
1888: 2 цента, подвійна перевернута надпечатка
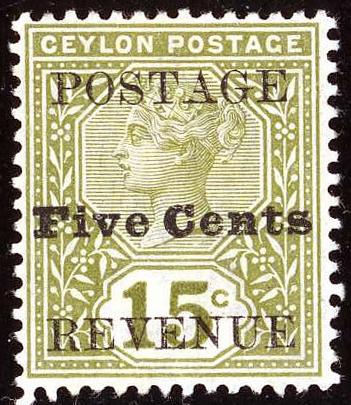
1890: 5 центів (Yt #125; SG #233)

До 1927 року в обіг продовжували надходити стандартні марки колоніального типу:

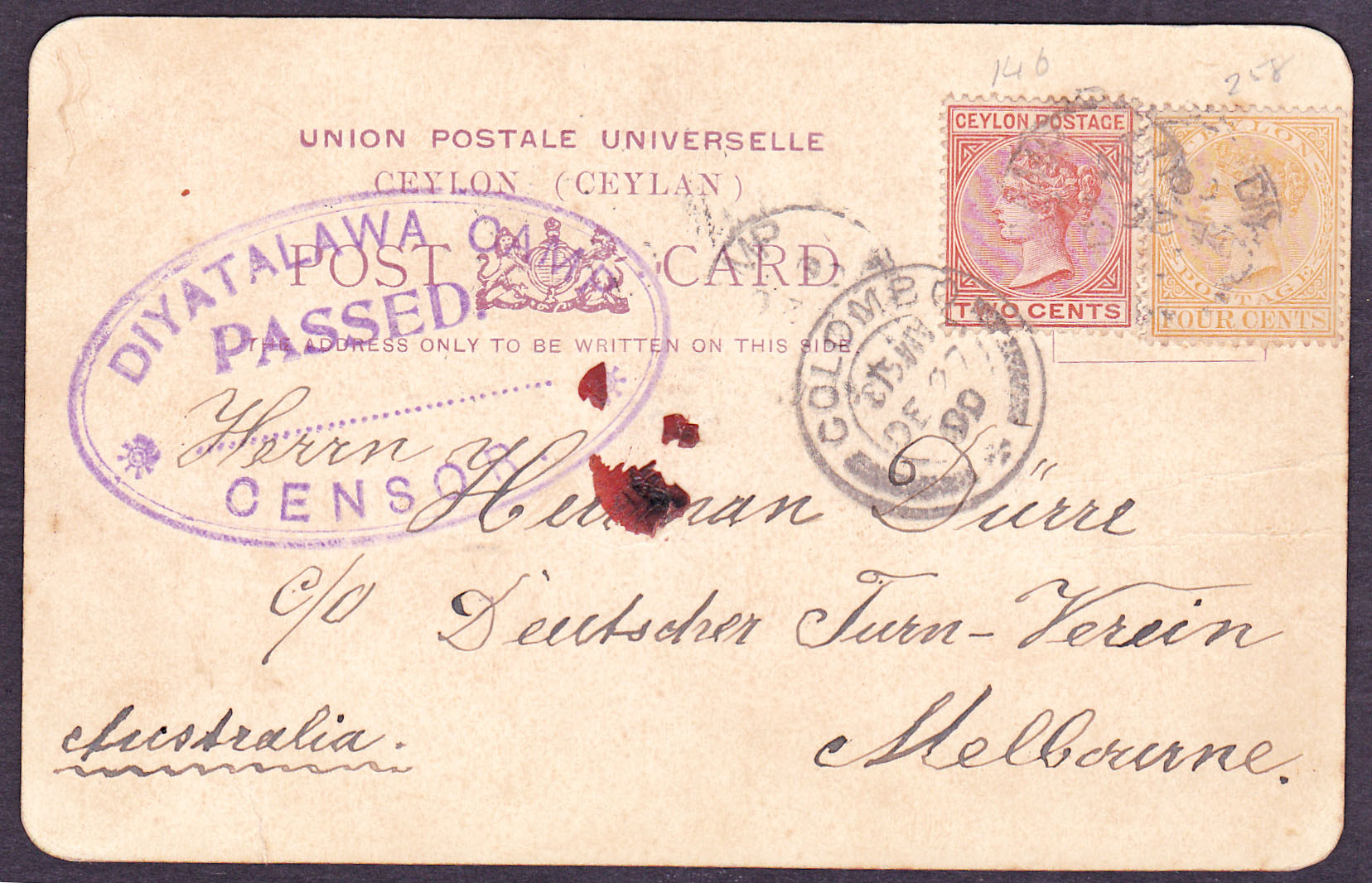
Дві марки колоніального типу 1899 року, що пройшли пошту випуску (Mi #116, 119) на поштовій картці, відправленій в Мельбурні з табору для військовополонених бурської війни в Діяталаві (1900)

Приклади негашених поштових марок Британського Цейлону (1899-1927)
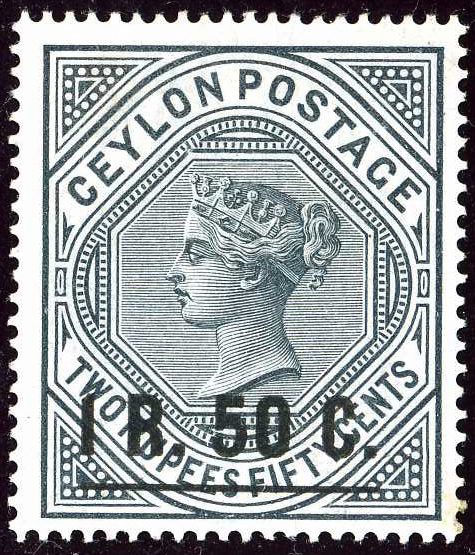
1899: 1 рупія 50 центів (Yt #132; SG#254)
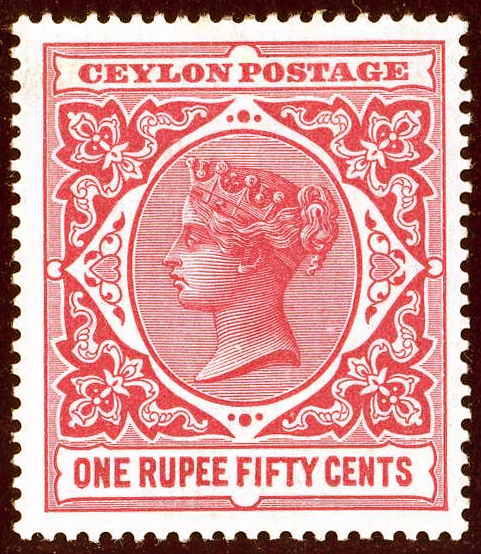
1899: 1 рупія 50 центів, з портретом королеви Вікторії (Yt#141; SG #263)
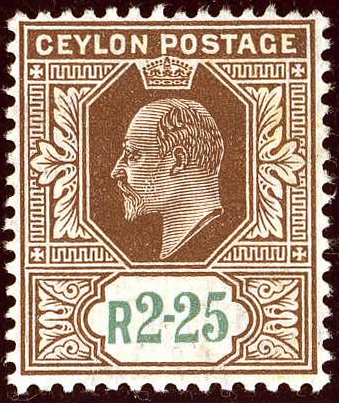
1904: 2 рупії 50 центів, з портретом короля Едварда VII (Yt#166; SG #288)
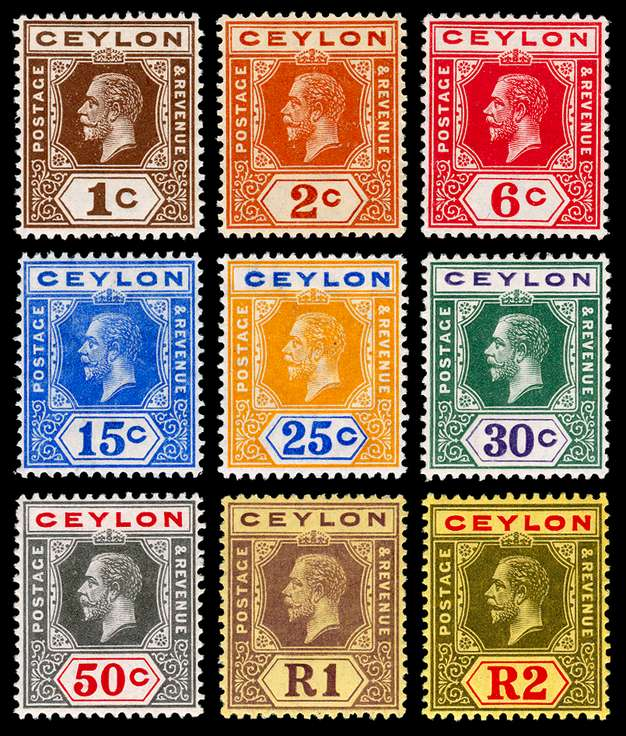
Марки, видані у Великій Британії для використання на Цейлоні, з портретом короля Георга V (1912-1925)
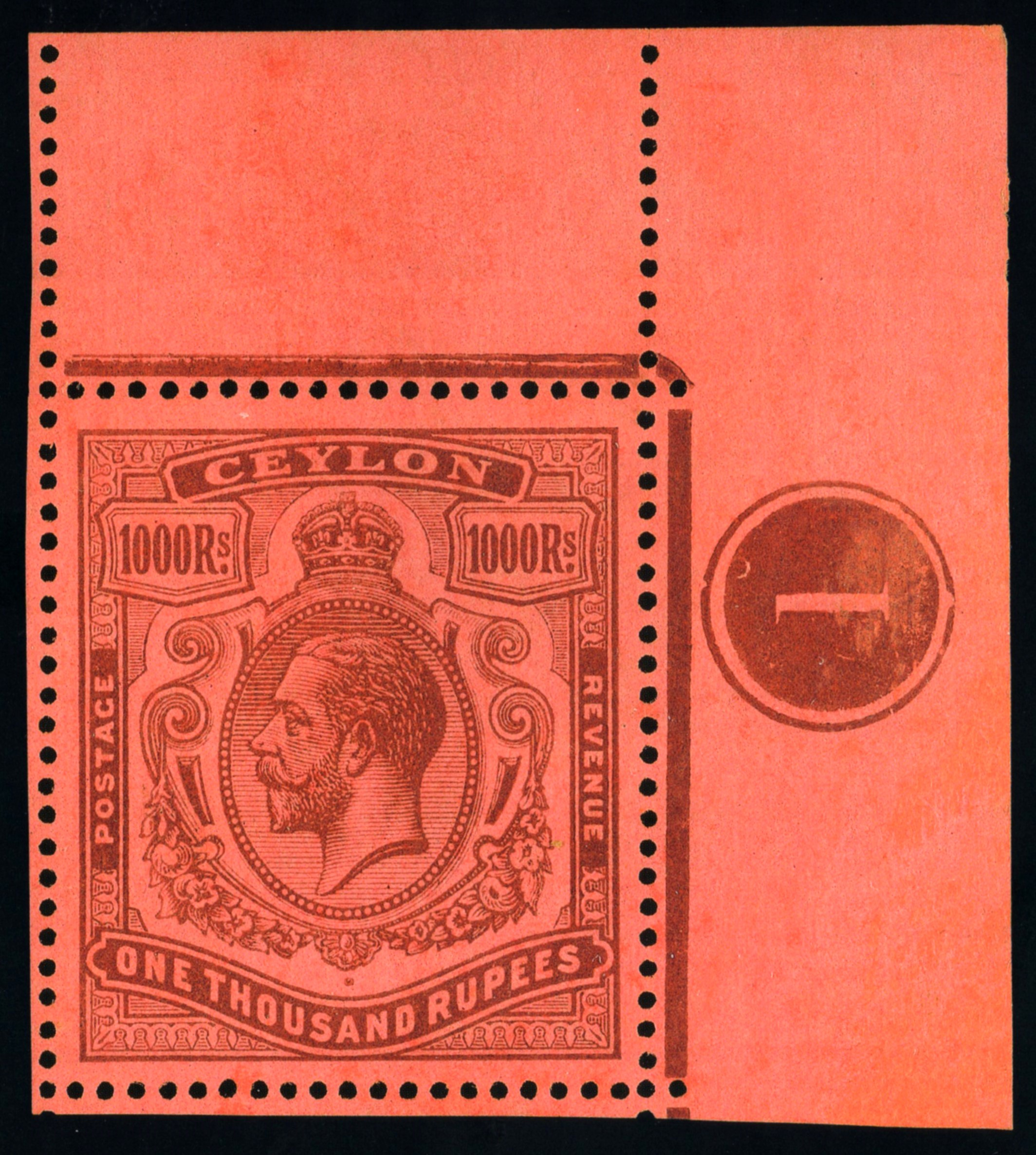
1925: 1000 рупій, з номером друкованої форми (SG #323)
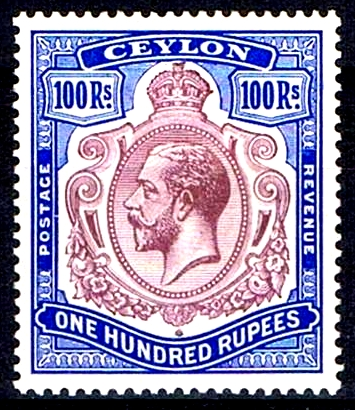
1927: марка колоніального типу високого номіналу в 100 рупій (Mi #211)

Перші пам'ятні марки колоніальної пошти вийшли в 1935 році. У тому ж році з'явилася перша серія марок з сюжетами, що відображали місцеву тематику: збір каучуку (Yt #238), порти Коломбо (Yt #240) і Трінкомалі (Yt #248), збір чаю на плантації (Yt #241), кокосові пальми (Yt #244), рисові тераси (Yt #242), стадо слонів (рисові тераси (Yt #247), старовинний храм Зуба Будди (Yt #245) та ін. Протягом 1938—1948 років ця серія перевидавалася і включала також мініатюри з новими малюнками, наприклад, старовинні храми і пам'ятники архітектури Канді і Анурадхапури (Yt #270, 271).
У 1947 році побачила світ серія з чотирьох марок, яка була приурочена до прийняття нової Конституції країни:

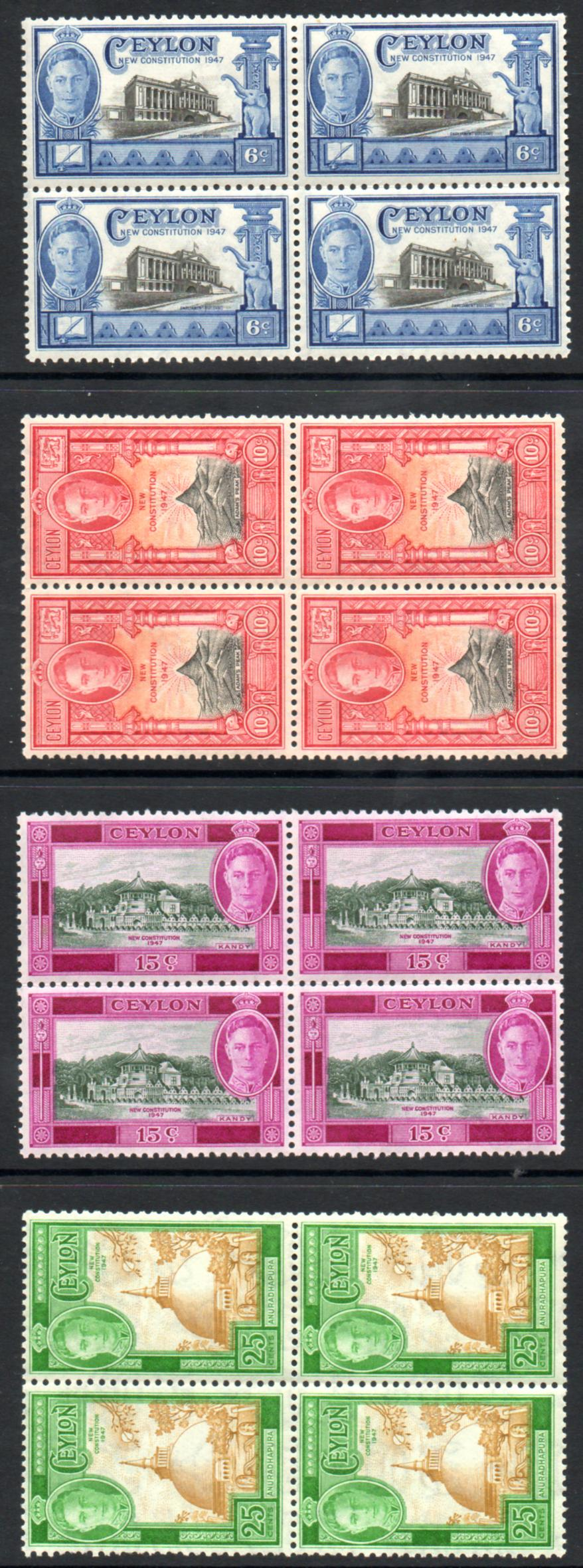
Квартблоки марок з серії 1947 року в честь прийняття нової Конституції Цейлону(Mi #248—251)

На марках колоніального періоду присутні англійські написи: «Ceylon» («Цейлон»), «Postage» («Поштовий збір»), «Postage & Revenue» («Поштовий та гербовий збір»).

### Незалежність
Цьому періоду відповідають поштові випуски Домініону Цейлон — з 1948 по 1972 рік, та з 1972 року — держави під назвою Республіка Шрі-Ланка, яка є членом Співдружності націй.

#### Поштові марки
Проголошення незалежності і надання статусу домініону Британської імперії були відзначені виданням пам'ятної серії в лютому 1949 року. Це була перша постколоніальна серія марок, яка присвячувалася річниці події, і складалася спочатку з двох марок — із зображенням прапора Цейлону на одній і портретом прем'єр-міністра на інший. У квітні того ж року серія поповнилася ще двома номіналами тих самих рисунків. Назву країни було вперше зазначено додатково на сингальській і тамільській мовах.
З марок країни зникають портрети  англійських королів, а написи дублюються сингальською, тамільською та  англійською мовами. При цьому Шрі-Ланка відноситься до одиничних країн, що вказує відомості на поштових марках одночасно на трьох мовах[≡]
У 1950—1954 роках була видана серія стандартних марок, що включала 18 номіналів із зображенням місцевих сюжетів і з назвою країни на трьох мовах. У 1958—1959 роках серію перевидали, вказавши назву країни сингальською та англійською мовами.
У 1957 році була випущена серія з чотирьох марок, яка відзначила 100-річчя перших марок Цейлону (Yt #309). Крім того, спеціальні випуски здійснювалися з нагоди Міжнародного року рису, 100-річчя розведення чаю, відкриття аеропорту в Коломбо, 100-річчя системи освіти на острові, а також марки, присвячені тваринному світу, археологічним розкопкам, охороні навколишнього середовища.
Згідно даних Лепешинського (1967), за роки випуску знаків поштової оплати, з 1857 по 1963 рік, було видано 343 цейлонські поштові марки.
У честь 100-річчя з дня народження В. І. Леніна поштова адміністрація Цейлону емітувала в 1970 році пам'ятну марку (Yt #428). На ювілейній поштовій мініатюрі портрет засновника Радянської держави.
Останній раз марки з написом «Цейлон» вийшли 2 травня 1972 року. Всього випущено близько 450 різних марок з таким написом, включаючи службові.
Перші поштові марки з новим написом «Sri Lanka» («Шрі-Ланка») з'явилися 22 травня 1972 року, після проголошення Республіки Шрі-Ланка, та були приурочені до Дня незалежності. На марці номіналом 15 центів був зобращений символічний малюнок у вигляді висхідного сонця і квітки лотоса.
З 1972 року виходять як стандартні, так і пам'ятні марки, що як правило, зображували місцеву тематику. Серед випусків 1970-х років можна згадати серії, які були присвячені видатним борцям за свободу і незалежність Шрі-Ланки, участі країни у діяльності ООН, ВПС і інших міжнародних організацій.
Всього в Цейлоні і Шрі-Ланці за 120-річний період (1857—1977) було видано близько 500 марок, з яких більше половини припало на попередні 30 років. До 1982 року було емітовано вже близько 600 марок на різні сюжети: риби, квіти, дорогоцінне каміння, народне мистецтво та ін. Особливі випуски були приурочені до Міжнародного року книги, 100-річчя ВПС тощо.

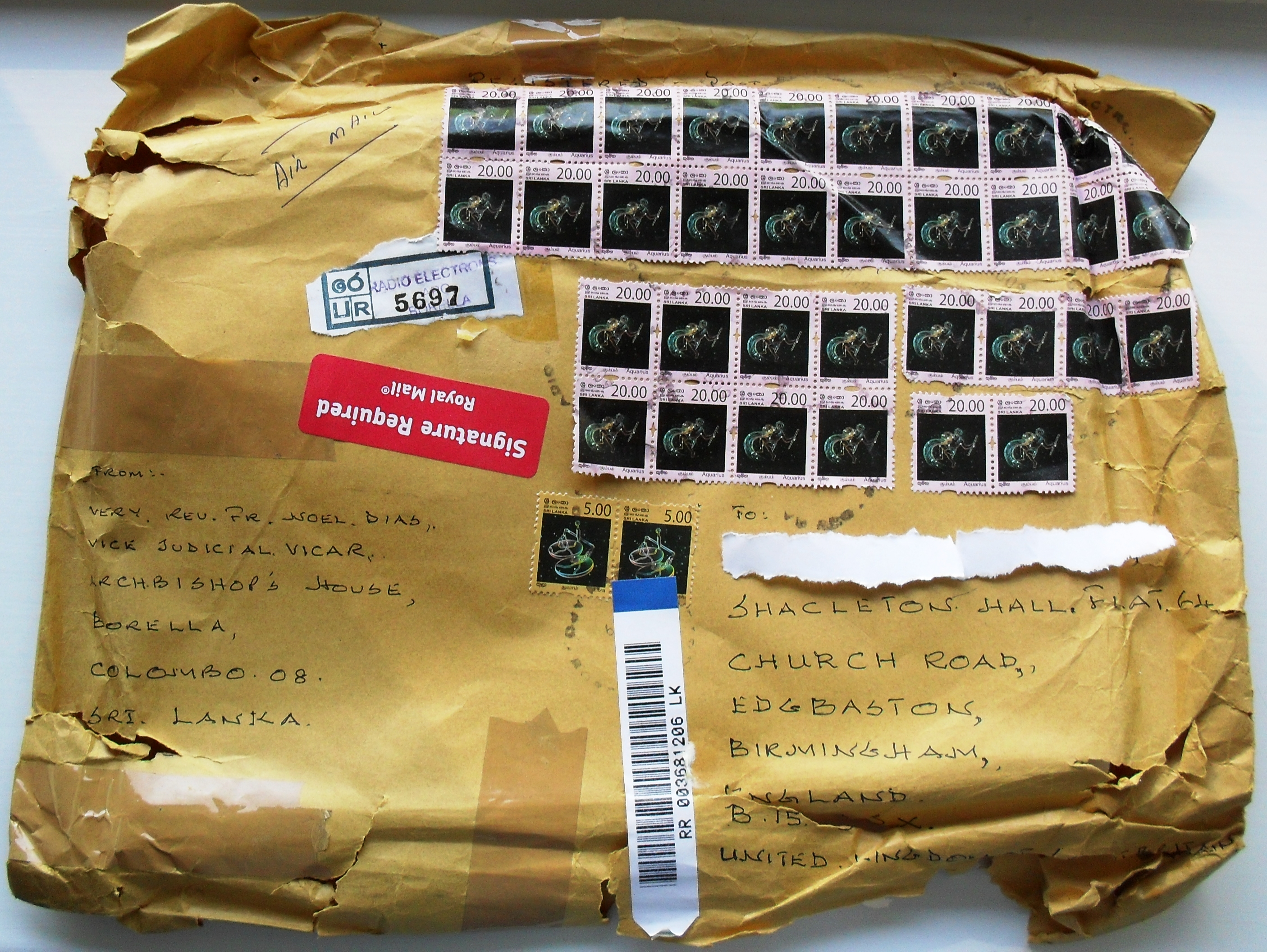
Міжнародне замовне поштове відправлення з Коломбо в Бірмінгем, франкування двома марками з стандартної серії «сузір'я Зодіаку» 2007 року - «Водолій», 20 рупій (Mi #1654A; Yt #1607; ВАРФ #046.07), и «Терези», 5 рупій (Mi #1658A; Yt #1612; ВАРФ #042.07)

У кінці квітня 2011 року Пошта Шрі-Ланки відзначила 50-річчя польоту першої людини у космос випуском пам'ятної марки (Mi #1833). На поштовій мініатюрі номіналом у 5 рупій зображені Юрій Гагарін у шоломі, ракета, на якій перший космонавт полетів у космос 12 квітня 1961 року, і прапори двох держав — Росії та Шрі-Ланки. Одночасно було організовано спеціальне погашення цієї марки, на яке запрошували радянського космонавта Володимира Ляхова, після чого марка надійшла у продаж.

#### Поштові блоки
Цейлон емітував поштові блоки починаючи з 1966 року. До 1972 року, поки на поштових випусках країни був присутній напис «Цейлон», з'явилося лише два блоки. Багато з перших поштових блоків, які були видані поштовою адміністрацією країни, дорого цінуються .
Шрі-Ланка щорічно випускає блоки на найрізноманітніші теми.

##### Перший блок
Перший поштовий блок Цейлону надійшов у продаж 5 лютого 1966 року на тему «Типові птахи Цейлону» і був беззубцевим. Блок був перевиданий 15 вересня 1967 року для 1-ї Національної філателістичної виставки Шрі-Ланки з написом «First National Stamp Exhibition 1967» («Перша Національна філателістична виставка»).

##### Наступні блоки
Згодом було випущено велику кількість поштових блоків на різні теми, в основному із зубцівкою. У 1973 році був виданий перший блок від імені Республіки Шрі-Ланка.
10 лютого 1981 року з'явився поштовий блок із чотирьох марок з надпечаткою нового номіналу на блоці «Чотириногі Шрі-Ланки». При випуску на чотирьох марках блоку були зроблені надпечатки нових номіналів.
З 1981 року почалася практика емісії поштових блоків з марками, присвячених буддійському святу Весак.
21 жовтня 1981 року побачив світ поштовий блок в ознаменування візиту на Шрі-Ланку королеви Єлизавети II. Цей блок став першим поштовим блоком, що був приурочений візиту відомого іноземного глави держави.
2 грудня 1982 року був емітований поштовий блок на честь 125-річчя першої поштової марки Шрі-Ланки. Це був перший блок з двох марок різного номіналу: 50 центів і 2,50 рупій — при вартості блоку 5 рупій. Всього до 1982 року було видано 17 блоків.
1 квітня 2007 року на честь 150-річчя першої поштової марки Шрі-Ланки був виданий поштовий блок з зубцівкою і в беззубцевому варіанті.
Всі випущені до тих пір поштові блоки мали прямокутну форму, і тільки 22 травня 2001 року вийшов перший блок неправильної форми серії «Раковини Шрі-Ланки» з нагоди Міжнародного дня біологічного різноманіття. Цей поштовий блок мав форму раковини.

##### Сучасні
У наші дні Шрі-Ланка щорічно емітує кілька поштових блоків. Один блок майже завжди випускається разом з марками, присвяченими Весаку, і з різдвяними марками. Іноді вибирається одна поштова марка із серії марок і друкується поштовий блок з цією маркою. Оскільки ці блоки виглядають красиво, вони користуються популярністю у колекціонерів.

## Інші види поштових марок

### Службові
Із 1895 по 1904 рік у використанні знаходилися службові марки, що являли собою поштові марки з написом «On Service» («На службі»). Раніше, в 1868 році, була підготовлена серія з семи номіналів з написом «Service» («Службова»), однак в обіг вона не надійшла. Службові марки були скасовані у вересні 1904 року.
Всього на Цейлоні було випущено 25 службових марок.

### Поштово-податкові
У 1918 році з'явилися поштово-податкові (або військово-податкові) марки, в якості яких застосовували стандартні марки з написом: «War stamp» («Військова марка»).

### Телеграфні
У 1881—1910 роках у вживанні були марки, призначені для оплати телеграм; причому до 1881 року для цих цілей використовували телеграфні марки Британської Індії:

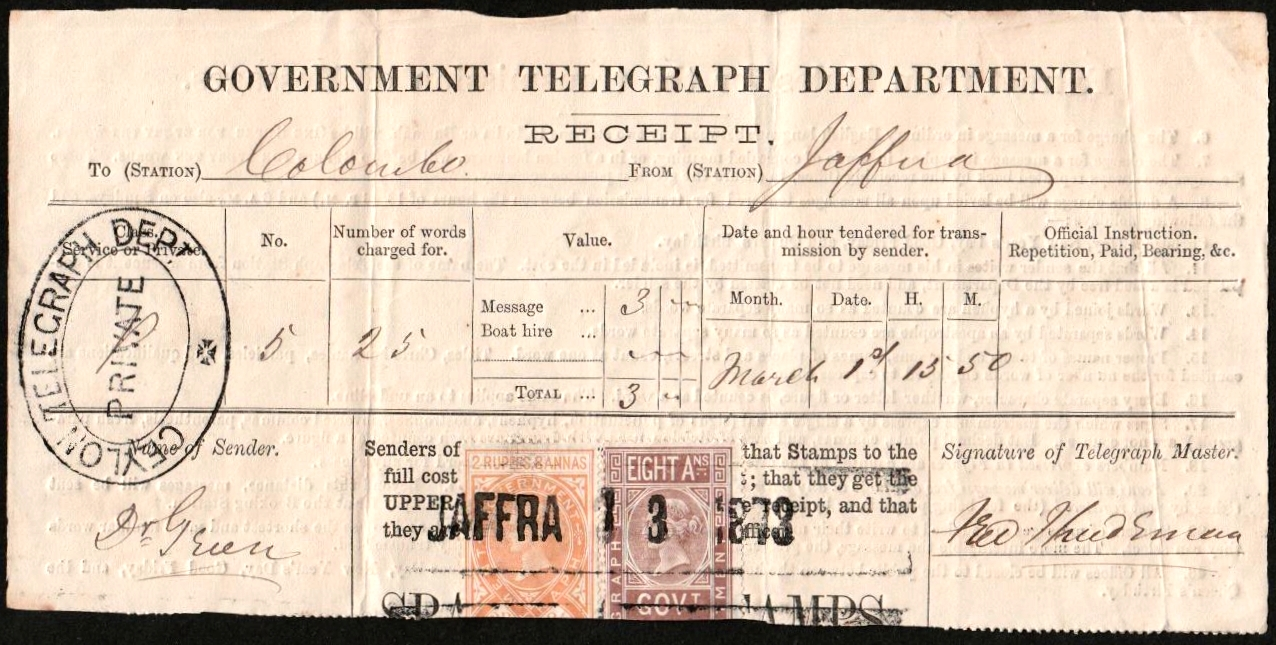
Квитанція оплати телеграфних послуг у Коломбо (1873), на яку наклеєні дві верхні половини розрізаних навпіл телеграфних марок Британської Індії

Перша серія власних телеграфних марок була випущена за допомогою надпечатки «Ceylon» («Цейлон») на марках Індії. У 1882 році були емітовані марки з оригінальним малюнком:

Телеграфні марки Британського Цейлону, які при використанні розрізали надвоє
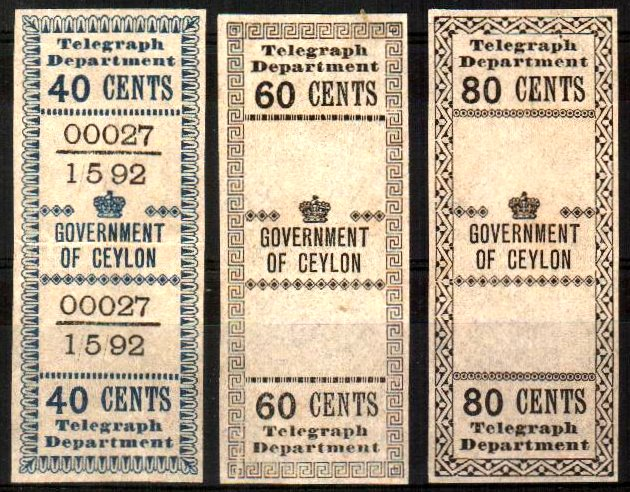
1892: 40, 60 і 80 центів (пробні марки)
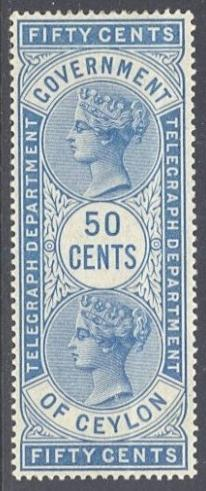
1892: 50 центів
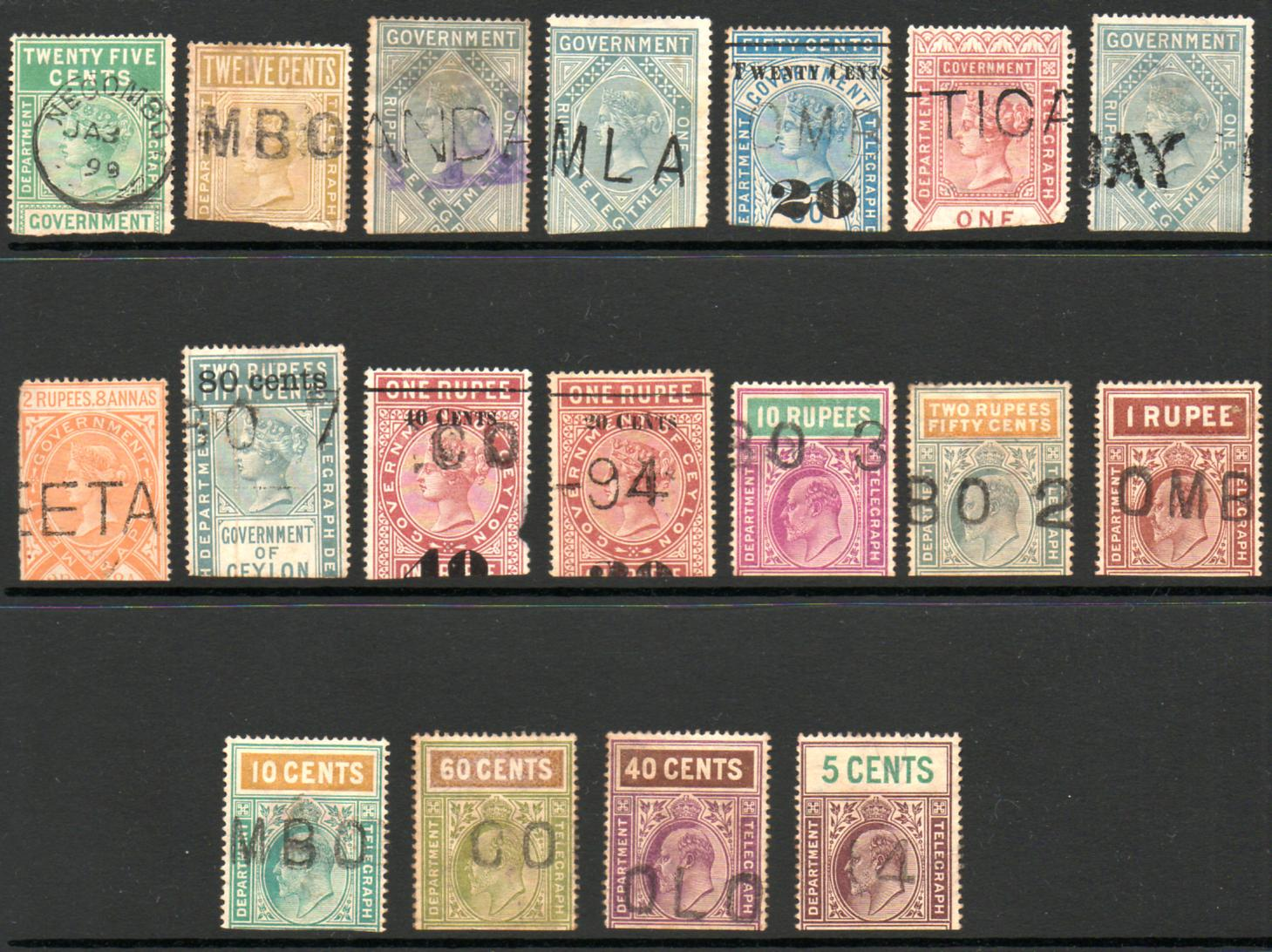
1890-ті — 1900-ті: верхні половини використаних (розрізаних навпіл) марок різних років, номіналів і дизайнів

### Поштово-гербові
Із 1 грудня 1952 по 14 березня 1954 року в обігу були поштово-гербові марки, коли мало місце застосування для поштових потреб гербової марки номіналом у 10 рупій.

## Цілісні речі
Поштами Цейлону та Шрі-Ланки неодноразово видавалися для поштових цілей різні цілісні речі, включаючи аерограми, поштові картки, секретки, поштові листи, бандеролі і приватні бандеролі (виконані за приватним замовленням).

## Колекціонування
Поштові марки Шрі-Ланки включені в альбоми, призначені для колекціонерів, наприклад, альбом «Collecta Trans World»: